# Nabil Nosair
Nabil Muhammad Ali Nosseir (àrab: نبيل محمد على نصير, Nabīl Muḥammad ʿAlī Nuṣayr) (el Caire, 11 d'octubre de 1938-2 d'abril de 2016) va ser un futbolista egipci que jugava en la demarcació d'extrem. Jugà per al Zamalek SC entre 1958 i 1967 amb el qual guanyà la Primera Divisió d'Egipte en tres ocasions (1960, 1964, i 1965) i la Copa d'Egipte (1959, 1960 i 1962). Va jugar un total de vuit partits amb la selecció de futbol d'Egipte. Va fer el seu debut el 29 d'abril de 1960 en un partit amistós contra Brasil que va finalitzar amb un resultat de 0-5 a favor del combinat brasiler després de dos doblets de Pelé i Quarentinha, i un gol de Garrincha. Va arribar a disputar els Jocs Olímpics de Roma 1960 i els Jocs Olímpics de Tòquio 1964, que donant en tretzè i quart lloc respectivament. El seu últim partit amb la selecció el va disputar el 23 d'octubre de 1964 contra Alemanya Oriental en les olimpíades de 1964.

## Gols internacionals
| # | Data                   | Estadi                                  | Oponent | Gol | Resultat | Competició |
| - | ---------------------- | --------------------------------------- | ------- | --- | -------- | ---------- |
| 1 | 1 de maig de 1960      | Estadi d'Alexandria, Alexandria, Egipte | Brasil  | 1?3 | 1?3      | Amistós    |
| 2 | 25 de setembre de 1964 | ?, ?, Romania                           | Romania | 4-1 | 4-1      | Amistós    |